# Elodes minuta
Elodes minuta é uma espécie de insetos coleópteros polífagos pertencente à família Scirtidae.
A autoridade científica da espécie é Linnaeus, tendo sido descrita no ano de 1767.
Trata-se de uma espécie presente no território português.